# Gmina Elk River

Położenie Gminy Elk River w hrabstwie Clinton

Gmina Elk River (ang. Elk River Township) – gmina w USA, w stanie Iowa, w hrabstwie Clinton. Według danych z 2000 roku gmina miała 828 mieszkańców, a jej powierzchnia wynosi 134,34 km².